# Nynäshamn (xã)
Đô thị Nynäshamn (tiếng Thụy Điển: Nynäshamn kommun) là một xã ở hạt Stockholm của Thụy Điển. Thủ phủ là thị xã Nynäshamn. Dân số thời điểm 31 tháng 12 năm 2000 là 23965 người.